# Grejsdalen

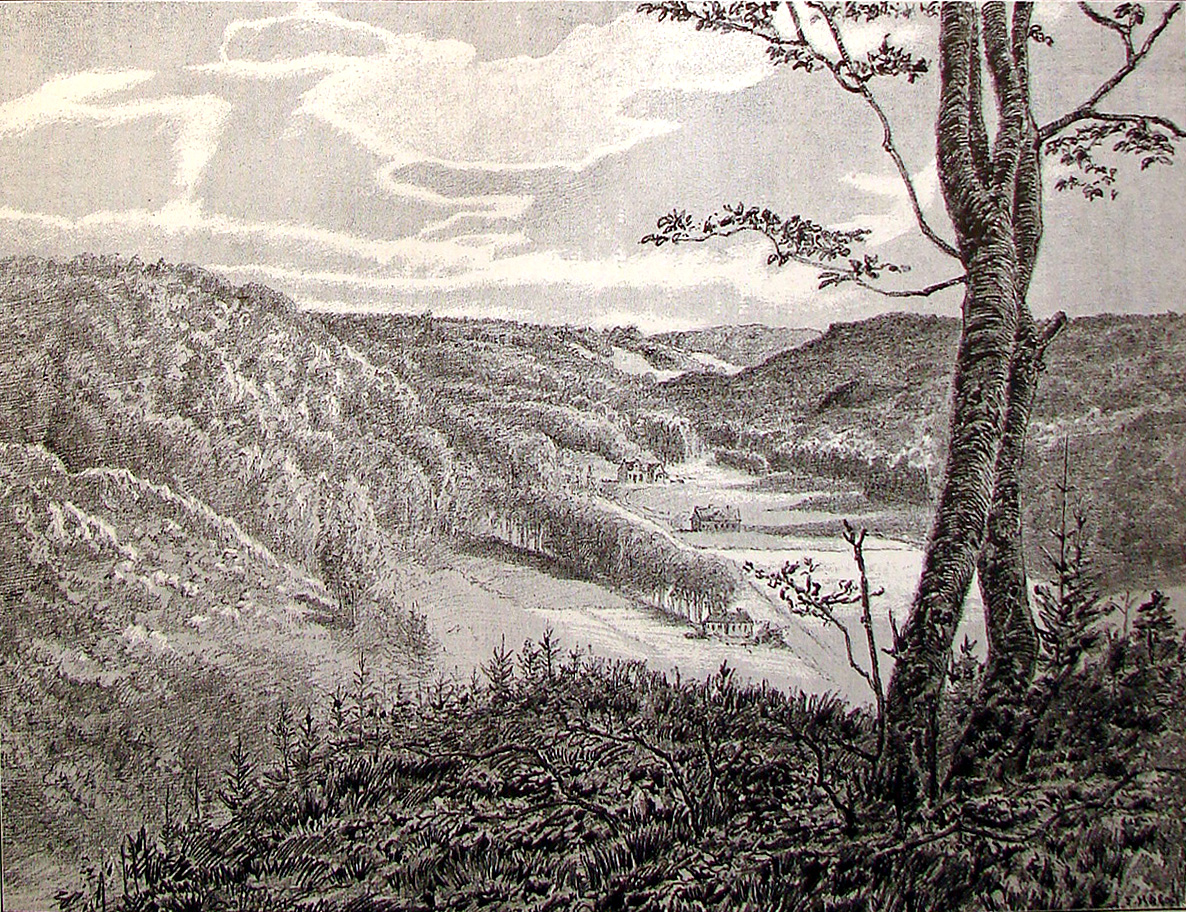
Grejsdalen, teckning av Niels Bredal (1841-1888)

Grejsdalen är Danmarks största kanjon omgiven av ca 60-70 meter höga skogbeklädda branter nordnordväst om staden Vejle på Jylland. 
Dalen är resterna av en ådal, som nu Grejs å löper igenom innan den slingrar sig samman med Vejle å inne i Vejle. Dalen räknas av somliga till bland de vackraste platserna i Danmark. 

Det finns ett klippframsprång i dalen som räknas som ganska unikt i det att klipphällar som sticker upp ur marken är relativt sällsynta i Danmark. Klipporna består främst av kalksten. Detta material var länge populärt byggmaterial till några av de första stenkyrkorna i Danmark, och är i området bland annat använt till kyrkorna i Hornstrup, Hover och Jelling, samt till den närbelägna kyrkan Grejsdals kyrka. 
Grejsdalen har också sin egen skola vid namn Grejsdals skole.